# 코르시카 마피아
코르시카 마피아는 코르시카에서 유래한 범죄 집단들의 총칭이다. 코르시카 마피아는 프랑스 지하 세계와 이탈리아 조직범죄 집단 모두와 연관되어 있다. 코르시카 마피아는 프랑스뿐만 아니라 북아프리카 및 라틴아메리카 국가에서도 활동하는 영향력 있는 조직범죄 구조이다.

## 역사

### 유니온 코르스와 프렌치 커넥션 시대
전쟁 전 마르세유의 두목인 폴 카르본과 프랑수아 스피리토는 비시 프랑스의 프랑스 민병대와 점령하 프랑스의 나치 게슈타포와 긴밀히 협력했다. 제2차 세계 대전에서, 게리니 형제 (앙투안과 바르텔레미, "메메"라는 별명)가 이끄는 코르시카 마피아는 프랑스 레지스탕스 내의 반공주의 SFIO 파벌에 가담했다.
1947년, 마르세유는 프랑스 식민제국의 주요 무역항이었고, 항만 노동자, 운송 노동자, 부두 노동자의 노동조합의 지지를 받는 프랑스 공산당 시장인 장 크리스토폴이 있었다. 다가오는 냉전에서, 중도 좌파 프랑스 정부와 미국은 마르세유에서의 소련의 영향력에 맞서 싸웠으며, 그 목표를 달성하기 위해 은밀히 불법적인 수단을 사용했다. 게리니 갱은 노조 및 선거 집회를 방해하고, 파업 파괴자를 지원하며, 미국이 자금을 지원하는 반소련 노동조합을 지지하는 데 고용되었다.
1950년대부터 1960년대까지 게리니 형제는 마르세유에서 기소되지 않았다. 게리니 형제는 프랑스 상선 회사인 메사제리 마리팀을 이용하여 프랑스령 인도차이나에서 아편제를 밀수했다.
1960년대부터 1970년대 초까지 주요 코르시카 조직범죄 집단은 미국 법집행 기관에 의해 총칭하여 유니온 코르스로 불렸다. 같은 시기에 그들은 마르세유에 본거지를 둔 대규모 헤로인 밀매 작전인 프렌치 커넥션을 조직하여 미국 마피아에게 팔았다.

### 오늘날의 코르시카 마피아
프렌치 커넥션의 종말은 헤로인 거래에 연루된 코르시카 조직들의 해체를 야기했다. 그러나 코르시카 마피아의 진화는 여러 불법 활동(강도, 갈취, 카지노, 불법 슬롯 머신, 다양한 마약 밀매 및 성매매)을 계속했다. 1980년대부터 주로 코르시카 외부에서 활동하던 코르시카 마피아는 부분적으로 고향 섬으로 다시 집중했다. 그 이후로 영향력을 계속 확대했다. 특히 이 시기에 브리즈 드 메르 갱이 탄생하여 이후 코르시카와 프랑스에서 가장 큰 범죄 조직 중 하나가 되었다.
2000년대 후반부터 코르시카 마피아는 폭력적인 내부 갈등을 겪었고, 그 결과 코르시카 섬에서 약 102건의 살인이 발생했다.
오늘날 코르시카 마피아는 여러 가족, 동맹, 라이벌로 구성되어 있다. 코르시카 마피아의 알려진 조직으로는 브리즈 드 메르 갱의 후계자로 여겨지는 벤졸라스카 갱 (갱의 주요 구성원들이 북부 코르시카의 벤졸라스카 마을 출신임을 나타내는 별명)이 있다. 아작시오의 프티 바 갱과 마르세유의 코르시카 마피아도 활동 중이다.
코르시카는 이탈리아 메초조르노와 유사하게 소수의 구성원에서 수십 명의 구성원으로 이루어진 수많은 범죄 집단으로 구성된 산적 및 범죄의 전통을 가지고 있다. 2022년 보고서에 따르면 25개의 집단이 확인되었다. 이들은 정치 및 경제계와의 연관성이 중요하며, 갈취를 통해 영토를 장악하고 있다.
폭력은 빈번하며, 코르시카는 주민 1인당 살인율이 유럽에서 가장 높은 지역이다. 프렌치 커넥션의 영감을 주었던 마피아 두목 프랑수아 시아페는 2009년 아르헨티나에서 88세의 나이로 노인성 치매로 사망했다.
2025년 2월 26일, 코르시카 섬 지역 대통령 질 시메오니는 코르시카 지역 의회에서 코르시카 조직범죄와 싸우기 위한 30가지 조치를 발표했다.

## 주목할 만한 조직
- 브리즈 드 메르 갱
- 프티 바 갱
- 유니온 코르스

## 주목할 만한 코르시카인 갱스터
- 폴 카르본
- 마르셀 프란시시
- 프랑수아 마르칸토니
- 폴 몽돌로니
- 오귀스트 리코르
- 뤼시앵 사르티
- 프랑수아 스피리토

## 대중문화 속에서
- 프랑스 영화 예언자 (영화) (2009)는 감옥을 지배하는 코르시카 갱단 두목에게 코너에 몰린 젊은 죄수의 점진적인 상승을 보여준다.
- 프랑스 텔레비전 시리즈 마피오사는 여성이 이끄는 코르시카 갱단을 다룬다.
- 영화 아메리칸 갱스터에서 코르시카 마피아는 헤로인 거래에 대한 독점을 통해 사업을 망친 프랭크 루카스를 살해하려 시도한다.
- 애니메이션 시리즈 누아르 (2001)의 미레유 부케는 한때 코르시카 마피아와 연관되었던 가족의 살아남은 구성원이다.
- J. 폴로루와 V. 누질레의 "레 파렝 코르스(Les Parrains Corses)"라는 광범위한 프랑스 연구는 코르시카 마피아의 역사를 설명한다.
- 이언 플레밍의 제임스 본드 소설 여왕 폐하의 스파이는 유니온 코르스 활동을 배경으로 한다.
- 요시다 아키미의 일본 만화 및 애니메이션 바나나 피쉬에서는 코르시카 마피아의 가상 버전이 악당으로 크게 등장한다. 현대 (만화는 1980년대, 애니메이션은 2010년대)에는 국제 코르시카 재단이 운영하며, 매춘, 돈세탁, 탈세, 정부 부패로 자금을 조달하며, 쇼의 초점은 그들의 마약 실험에 있다.

## 추가 자료
- Follorou, Jacques; Nouzille, Vincent (2004). 《Les parrains corses》. Paris: Fayard. ISBN 9782213617596. OCLC 418390622.
- Follorou, Jacques (2013). 《La guerre des parrains corses》. Paris: Flammarion. ISBN 9782081254916. OCLC 835314889.
- "코르시카 마피아 보스 사망 추정" - 2006년 11월 1일 USA 투데이
- "코르시카 죄수들 팩스로 풀려나" - 2001년 6월 7일 BBC 온라인
- 헨리 새뮤얼 "파리 도박 클럽의 미래 위협받아" - 데일리 텔레그래프, 2011년 6월 11일
- 킴 윌셔 코르시카에서 범죄와 정치의 음모가 또 다른 생명을 앗아가다 - 더 가디언, 2012년 10월 20일.

틀:Organized crime groups in Europe